# Rachel et Réjean Inc.
Rachel et Réjean Inc. est une série télévisée québécoise en 18 épisodes de 25 minutes scénarisée par Anne Dandurand et Claire Dé, diffusé du 7 septembre 1987 au 11 janvier 1988 à la Télévision de Radio-Canada.

## Synopsis
« Rachel et Réjean inc. » raconte les aventures d'un détective qui reçoit l'aide de sa fille pour mener ses enquêtes.

## Fiche technique
- Scénarisation : Anne Dandurand, Claire Dé, Jacques Marquis et Louis Caron
- Réalisation : Lorraine Pintal et René Verne
- Société de production : Société Radio-Canada

## Distribution
- Isabelle Vincent : Rachel Rainville
- Lionel Villeneuve : Réjean Rainville
- Claude Gasse : Gloria Glamour
- Daniel Brière : Brian Weatherall
- Mahée Paiement : Mélanie Bouvier
- Septimiu Sever : Zolowski
- Roger Joubert : trafiquant de diamants
- Roger Baulu : concessionnaire de voitures de luxe
- Jean Harvey : André Tétreault
- Danielle Lépine : Caroline
- Denis Roy : Wezo
- Isabelle Miquelon : Jocelyne Ladouceur